# Riserva indiana di Standing Rock
La Riserva indiana di Standing Rock (inglese: Standing Rock Indian Reservation; lakota: Íŋyaŋ Woslál Háŋ) è localizzata in Nord Dakota e South Dakota negli Stati Uniti, ed è occupata dalle etnie Hunkpapa Lakota, Sihasapa Lakota e Yanktonai Dakota. Sesta più grande riserva nativa americana nell'area continentale degli Stati Uniti, Standing Rock include l'intero territorio delle contee di Sioux (Nord Dakota) e di Corson County (Sud Dakota), nonché frammenti delle contee settentrionali di Dewey e Ziebach in Sud Dakota, lungo i loro confini settentrionali presso l'autostrada 20. La riserva ha un'area di 9 251,2 chilometri quadri (3 571,9 mi²) e una popolazione di 8.217 abitanti al censimento del 2010. Le comunità più vaste della riserva sono Fort Yates, Cannon Ball e McLaughlin.

## Storia
Insieme alle bande Hunkpapa e Sihasapa, la tribù sioux di Standing Rock fa parte di quella che era nota come la Grande Nazione Sioux. I popoli erano fortemente decentrati. Nel 1868 le terre della Grande Nazione Sioux furono ridotte dal Trattato di Fort Laramie al lato orientale del fiume Missouri e al confine statale del Sud Dakota a ovest. Le Black Hills, considerate dai Sioux terra sacra, sono ubicate al centro del territorio assegnato alla tribù.
In diretta violazione del trattato, nel 1874 il generale George A. Custer e il suo 7º Cavalleria entrarono nelle Black Hills e scoprirono l'oro, dando il via a una  corsa all'oro. Il governo degli Stati Uniti voleva comprare o affittare le Black Hills dal popolo lakota, ma guidati dal loro capo spirituale Toro Seduto, essi rifiutarono. La Grande guerra sioux del 1876 fu una serie di battaglie e negoziati che avvennero tra il 1876 e il 1877, con i Sioux Lakota e i Cheyenne Settentrionali che fecero guerra contro gli Stati Uniti. Tra le molte battaglie e schermaglie della guerra vi fu la Battaglia del Little Bighorn, spesso nota come l'Ultima resistenza di Custer (Custer's Last Stand), il più raccontato dei molti scontri fra l'esercito statunitense e i Nativi americani a cavallo delle Pianure. Fu una schiacciante vittoria dei Nativi americani. Tuttavia, gli Stati Uniti con le loro superiori risorse furono presto in grado di costringere i Nativi americani ad arrendersi, principalmente attaccando e distruggendo i loro accampamenti e le loro proprietà. L'Accordo del 1877 (19 Stat. 254, promulgato il 28 febbraio 1877) annetté ufficialmente la terra sioux e istituì permanentemente le riserve native americane. In base all'Accordo del 1877 il governo statunitense sottrasse le Black Hills alla Nazione sioux.
Nel febbraio 1890, il governo degli Stati Uniti ruppe un trattato con i Lakota spezzando la Grande Riserva Sioux, un'area che un tempo comprendeva la maggioranza dello stato. Essa fu ridotta e divisa in cinque riserve più piccole. Il governo stava sistemando i coloni bianchi provenienti dagli Stati Uniti orientali; in aggiunta, intendeva "spezzare i rapporti tribali e "conformare gli Indiani ai modi dell'uomo bianco, pacificamente se vogliono, o con la forza se devono". Nel territorio delle riserve così ridotte, il governo allocò i nuclei familiari su appezzamenti di 320 acri (1,3 km²) per singola famiglia.
Sebbene i Lakota fossero storicamente un popolo nomade che viveva nei tipi, e la loro cultura di Nativi americani delle Pianure fosse basata fortemente sul bisonte e sul cavallo, ci si aspettava che essi coltivassero la terra e allevassero bestiame. Con l'obiettivo dell'assimilazione, alla fine del XIX e all'inizio del XX secolo, essi furono costretti a mandare i loro figli nelle scuole dei convitti; le scuole insegnavano inglese e cristianesimo, come pure le usanze culturali americane. Generalmente, esse proibivano l'uso della cultura e della lingua tradizionale nativa americana. I bambini venivano picchiati se tentavano di fare qualunque cosa legata alla loro cultura nativa.
Il piano di coltivazione delle terre trascurò di tenere in considerazione la difficoltà che gli agricoltori Lakota avrebbero avuto nel tentare di coltivare colture nella regione semiarida del Sud Dakota. Verso la fine della stagione di crescita del 1890, un periodo di intenso calore e scarse precipitazioni, era chiaro che la terra non era in grado di produrre produzioni agricole sostanziali. Poiché il bisonte era stata virtualmente sterminato alcuni anni prima, i Lakota rischiavano di morire di fame. Il popolo si volse allora al rituale della Danza degli spettri (Ghost Dance), che spaventò gli agenti supervisori del Bureau of Indian Affairs. L'agente James McLaughlin chiese più truppe. Egli asserì che il capo spirituale Toro Seduto era il vero capo del movimento. Un ex agente, Valentine McGillycuddy, non vedeva nulla di straordinario nelle danze e ridicolizzò il panico che sembrava avere assalito le agenzie, dicendo: "La venuta delle truppe ha spaventato gli Indiani. Se gli Avventisti del settimo giorno preparano le vesti dell'ascensione per la Seconda venuta del Salvatore, l'Esercito degli Stati Uniti non viene messo in moto per impedirglielo. Perché gli Indiani non dovrebbero avere lo stesso privilegio? Se le truppe restano, i guai arriveranno di sicuro."
Migliaia di truppe di rinforzo dell'Esercito statunitense furono schierate nella riserva. Il 15 dicembre 1890, Toro Seduto fu arrestato per non essere riuscito a impedire al suo popolo di praticare la Danza degli spettri. Durante il suo arresto, uno degli uomini di Toro Seduto, Afferra l'Orso, sparò al tenente "Bull Head", colpendolo al fianco destro. Questi ruotò istantaneamente e sparò a Toro Seduto, colpendolo a sua volta al fianco sinistro, ed entrambi gli uomini successivamente morirono.
Gli Hunkpapa che vivevano nel campo di Toro Seduto e i parenti fuggirono a sud. Essi si unirono alla banda di Piede Grosso a Cherry Creek (Sud Dakota), prima di dirigersi alla Riserva di Pine Ridge per incontrarsi con il capo Nuvola Rossa. Il 7º Cavalleria li catturò in un luogo chiamato Wounded Knee il 29 dicembre 1890. Il 7º Cavalleria, asserendo che stesse cercando di disarmare i Lakota, uccise 300 persone a Wounded Knee, inclusi donne e bambini.

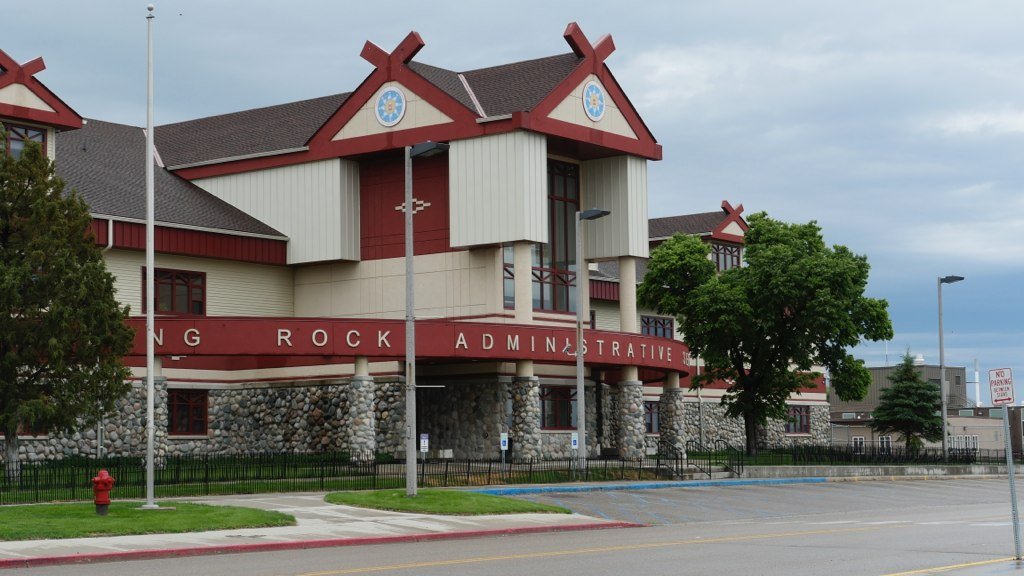
Edificio dei Servizi amministrativi di Standing Rock (Fort Yates).

## Governo e collegi elettorali
Secondo la sua costituzione, l'organo di governo di Standing Rock è il Consiglio tribale, composto di 17 membri elettivi, inclusi il Presidente tribale, il Vice Presidente, il Segretario e 14 rappresentanti. Al 2018, l'attuale presidente è Mike Faith.
I componenti svolgono mandati di quattro anni, con le elezioni che provvedono alla sostituzione scaglionata dei membri. Di questi, sei sono eletti in collegi unici e otto in collegi uninominali regionali: 
- Fort Yates (Long Soldier)
- Porcupine
- Kenel
- Wakpala
- Running Antelope (Little Eagle)
- Bear Soldier (McLaughlin)
- Rock Creek (Bullhead)
- Cannonball

Negli anni 1960, il Corpo dei Genieri dell'Esercito e l'Ufficio di Bonifica costruirono cinque grandi dighe sul fiume Missouri, e implementarono il Programma Pick-Sloan sul Bacino del Missouri, costringendo i Nativi americani a trasferirsi dalle grandi aree che dovevano essere inondate dietro le dighe. Queste dighe servivano per il controllo delle inondazioni e la generazione di energia idroelettrica nella regione. Più di 200.000 acri (809 km²) nella Riserva di Standing Rock e nella Riserva del fiume Cheyenne nel Sud Dakota furono inondate dalla sola Diga di Oahe.
Al 2015, la povertà rimaneva un grave problema per le popolazioni dei Dakota che avevano dovuto traslocare. Esse hanno cercato di ottenere risarcimenti per le loro città sommerse sotto il Lago Oahe e per la perdita dei modi di vita tradizionali.

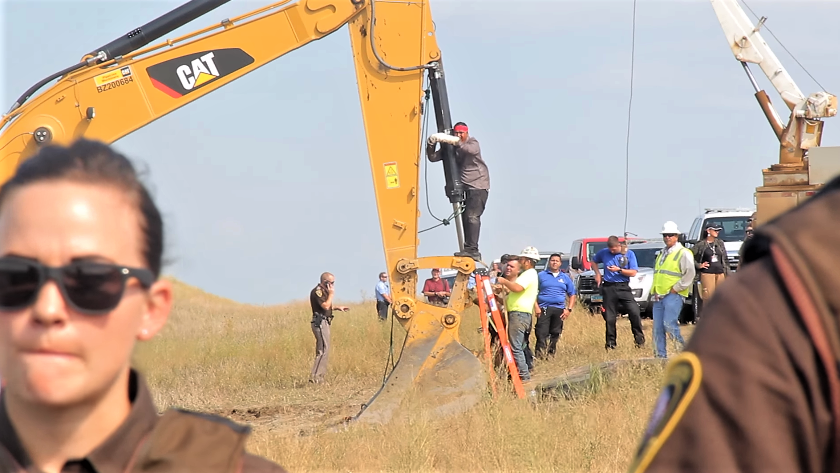
Un lakota si incatena alle attrezzature di costruzione per fermare l'avanzamento del Dakota Access Pipeline vicino alla Riserva indiana di Standing Rock in Nord Dakota, estate 2016

Numerosi oleodotti sono stati costruiti nei Dakota, anche sotto i corsi d'acqua. Il Dakota Access Pipeline (DAPL) ("Oleodotto di accesso al Dakota"), un'infrastruttura da costruire attraverso quattro stati, fu dirottata vicino alla Riserva sioux di Standing Rock dopo che un tracciato proposto vicino alla capitale dello stato Bismarck era stato respinto perché ritenuto troppo rischioso, oltre a richiedere un'ulteriore estensione dell'oleodotto di undici miglia (17,7 km). La tribù si oppose a che l'oleodotto fosse costruito sotto il Lago Oahe e il fiume Missouri.
Il 1º aprile 2016, LaDonna Brave Bull Allard, un membro anziano della Tribù sioux di Standing Rock, e i suoi nipoti stabilirono il Campo delle Pietre Sacre (Sacred Stone Camp) per protestare contro il DAPL, che dicevano minacciasse l'alto Missouri, l'unica riserva idrica per la Riserva di Standing Rock. Il campo è sulla terra privata della Allard, ed è un centro per la conservazione culturale e la resistenza spirituale al DAPL. Le proteste presso il sito dell'oleodotto in Nord Dakota cominciarono nella primavera del 2016 e attirarono indigeni da tutto il Nord America, oltre a molti altri sostenitori. È stato il più grande raduno di tribù native degli ultimi 100 anni. Una serie di arresti si verificarono quando alcune persone si incatenarono ai macchinari pesanti in segno di disobbedienza civile. Facebook è stata criticata per aver aiutato le autorità locali a censurare i manifestanti.

## Problemi ambientali

### Dakota Access Pipeline
Nell'estate del 2016, un gruppo di giovani attivisti di Standing Rock corsero dal Nord Dakota a Washington, D.C., per presentare una petizione di protesta contro la costruzione del Dakota Access Pipeline, che fa parte del Bakken pipeline. Essi lanciarono una campagna internazionale chiamata ReZpect our Water. Gli attivisti sostengono che l'oloeodotto, che va dal Nord Dakota all'Illinois, metterebbe in pericolo la stessa sorgente idrica della riserva, il fiume Missouri.
La Tribù sioux di Standing Rock presentò un'ingiunzione contro il Corpo dei genieri dell'Esercito degli Stati Uniti per fermare la costruzione dell'oleodotto. Nell'aprile 2016, tre agenzie federali – l'Agenzia per la protezione dell'ambiente, il Dipartimento degli interni e il Consiglio consultivo sulla conservazione storica — richiesero una dichiarazione di impatto ambientale completa dell'oleodotto. Nell'agosto 2016, le proteste si tennero vicino a Cannon Ball (Nord Dakota).
Alla fine di settembre, fu riferito che c'erano oltre 300 tribù native americane riconosciute a livello federale e da 3.000 a 4.000 sostenitori stimati della resistenza all'oleodotto residenti nel campo, con parecchie migliaia in più nei fine settimana.
Come già detto, alcune persone si incatenarono per protesta ai macchinari pesanti, provocando una serie di arresti. Il 3 settembre 2016, il DAPL assunse una ditta di sicurezza privata. La società usò i bulldozer per scavare parte del tracciato dell'oleodotto che era soggetta a un'istanza di ingiunzione pendente; essa conteneva probabili tombe e manufatti funerari nativi. I bulldozer arrivarono entro un giorno da quando la tribù aveva presentato l'azione legale. Quando i manifestanti disarmati si avvicinarono ai bulldozer, le guardie usarono spray al peperoncino e cani da guardia per attaccarli. Almeno sei manifestanti furono curati per morsi di cane, e si stima che a 30 manifestanti fu spruzzato addosso lo spray al peperoncino prima che le guardie di sicurezza e i loro cani abbandonassero la scena in camion.
La società di costruzione dell'oleodotto sostenne di aver ingaggiato l'azienda di sicurezza perché le proteste non erano state pacifiche. Lo sceriffo della contea di Morton, Kyle Kirchmeier, descrisse la protesta del 3 settembre 2016, dicendo che i manifestanti avevano attraversato una proprietà privata e attaccato le guardie di sicurezza con "pali di legno e aste di bandiera". Disse: "Qualunque suggerimento che l'evento di oggi fosse una protesta pacifica, è falso."
Poco dopo, il 7 settembre 2016, dopo che la corte federale respinse la richiesta di ingiunzione della tribù, l'Agenzia per la protezione dell'ambiente degli Stati Uniti (EPA), il Dipartimento dell'interno degli Stati Uniti (DOI) e il Consiglio consultivo sulla conservazione storica diedero l'ordine di arrestare la costruzione dell'oleodotto finché non fossero state compiute ulteriori valutazioni ambientali. Non ci sono prove di quale ruolo lo stesso presidente Obama possa o non possa avere svolto in questa decisione.
Il Dakota Access acconsentì ad arrestare temporaneamente la costruzione in alcune parti del Nord Dakota, fino al 9 settembre, per aiutare a "mantenere la pace". Quando il 9 un giudice federale respinse l'ingiunzione chiesta dalla tribù, intervennero il Dipartimento della giustizia e il Dipartimento della difesa (da cui dipende il Corpo dei Genieri), arrestando la costruzione dell'oleodotto intorno al Lago Oahe, 20 miglia (32 km) su ciascuno dei lati del Lago, ma senza arrestare completamente il progetto.
Nel fine settimana del 2 dicembre 2016, approssimativamente 2.000 veterani dell'Esercito degli Stati Uniti arrivarono in Nord Dakota a sostegno degli attivisti. I veterani si impegnarono a formare uno scudo umano per proteggere i manifestanti dalla polizia.
Nel gennaio 2017, fu emesso un ordine esecutivo dal presidente Donald Trump per velocizzare l'approvazione per costruire l'oleodotto, con la motivazione di creare nuovi posti di lavoro. L'ordine provocò una nuova ondata di proteste e la risposta dei capi della tribù sioux.

### Attenzione mediatica e consapevolezza pubblica
Il 7 febbraio 2017, Trump autorizzò il Corpo dei Genieri dell'Esercito a procedere, ponendo fine alla valutazione di impatto ambientale del progetto e all'associato periodo concesso per i commenti del pubblico. L'oleodotto fu completato entro aprile e il suo primo petrolio fu consegnato il 14 maggio 2017.
Nel settembre 2016 fu mandato in onda un video su Democracy Now! che mostrava i cani da guardia con le bocche insanguinate dopo aver attaccato i manifestanti. La giornalista di Democracy Now! Amy Goodman filmò l'incidente, che pubblicò a sostegno dell'opposizione all'oleodotto. In seguito alla pubblicazione di questo video, la Polizia del Nord Dakota emise un mandato di arresto per la Goodman con accuse di violazione di domicilio. La Goodman rispose: "Questa è una inaccettabile violazione della libertà di stampa..."
I candidati democratico e repubblicano alle elezioni presidenziali del 2016 Hillary Clinton e Donald Trump non rilasciarono commenti durante la campagna presidenziale riguardo al DAPL. La candidata presidenziale del Partito Verde Jill Stein protestò presso il sito, spruzzando anche vernice sulle attrezzature; contro di lei e il suo candidato alla vicepresidenza Ajamu Baraka furono avanzate accuse di violazione e danni alla proprietà. Il senatore statunitense Bernie Sanders del Vermont, un candidato alle primarie presidenziali democratiche del 2016, è stato critico sul DAPL. Anche varie celebrità di Hollywood hanno sostenuto le proteste.
Il 20 settembre 2016, il presidente di Standing Rock Dave Archambault II si rivolse al Consiglio per i diritti umani delle Nazioni Unite a Ginevra, testimoniando sulla violazione dei trattati da parte degli Stati Uniti riguardo a questo progetto.
Due giorni dopo la Energy Transfer Partners acquistò la proprietà nel luogo dove stavano avvenendo le proteste da David e Brenda Meyer di Flasher (Dakota del Nord). Gli analisti ritennero che la società stesse tentando di scoraggiare ulteriori proteste. La Nazione sioux di Standing Rock disse che i Meyer avevano permesso agli attivisti di entrare nella loro terra.

### Interruzione del progetto
Il 4 dicembre, un giorno prima della scadenza per l'evacuazione del campo dei manifestanti, il Corpo dei Genieri dell'Esercito statunitense annunciò che non avrebbe permesso una servitù attraverso una terra federale, ma avrebbe interrotto temporaneamente la costruzione dell'oleodotto per consentire una revisione dell'impatto ambientale. Dovevano essere esplorati tracciati alternativi per l'oleodotto.

### Ripresa del progetto
Il 3 febbraio 2017, il Corpo dei Genieri dell'Esercito annunciò che avrebbe chiuso le terre dove i manifestanti erano accampati vicino al Lago Oahe entro il 22 febbraio 2017. Oltre 4.000 veterani statunitensi sotto il nome di Veterans Stand ("Resistenza dei Veterani") erano accampati a Standing Rock insieme a centinaia di manifestanti come pure ai membri della Tribù sioux. Questi veterani avevano giurato di opporsi all'oleodotto e di proteggere la terra degli Indiani americani e l'acqua degli Stati Uniti. Dall'agosto 2016, il numero totale di manifestanti arrestati aveva superato 700, e il 3 febbraio 2017, il 39enne attivista indiano americano Chase Iron Eyes e oltre 70 manifestanti pacificamente riuniti furono arrestati in un'incursione della polizia ordinata dall'amministrazione Trump, con l'accusa di "incitare una sommossa", che è considerato un reato grave e comporta fino a 5 anni di prigione. Più di 9,2 milioni di Americani hanno firmato la Petizione contro il DAPL.

## Visita presidenziale
Nel giugno 2014, il presidente Barack Obama, accompagnato dalla first lady Michelle Obama, fece la sua prima visita a una riserva nativa americana durante l'annuale Cannon Ball Flag Day Celebration a Standing Rock. Questa fu una delle poche visite fatte da un presidente americano a una qualunque riserva nativa americana. Alcuni residenti della riserva pensarono che le loro specifiche preoccupazioni sui temi del trattato e sugli stanziamenti del Governo non fossero state affrontate.

## Membri tribali importanti
- David Archambault II, capo tribale, 2013–2017[47][48][49]
- Vine Deloria, Jr. (1933–2005), attivista e saggista
- Tiffany Midge, poeta
- Susan Power (n. 1961), romanziera
- Wayne Trottier, legislatore dello stato del Nord Dakota
- Kyrie Irving, cestista NBA